# Зозуленцеві Луки (заказник)
Зозулинцеві Луки — ботанічний заказник місцевого значення в Україні. Розташований біля села Хитці Гадяцького району Полтавської області.
Площа - 44,5 га. Створено згідно з Рішенням Полтавської облради від 30.01.1998 року. Перебуває у користуванні Краснолуцької сільської ради. 
Охороняється ділянка заплави на лівому березі річки Грунь з лучно-болотними природними комплексами та галофітними рослинними угрупованнями. У заказнику зростає 6 видів рідкісних рослин та мешкає 23 види рідкісних тварин.
Входить до складу Гадяцького регіонального ландшафтного парку.